# Otodectes cynotis
Otodectes cynotis eller öronskabb är en spindeldjursart som först beskrevs av Erich Martin Hering 1838.  Otodectes cynotis ingår i släktet Otodectes och familjen Psoroptidae. Inga underarter finns listade i Catalogue of Life.